# Sergiu Singer

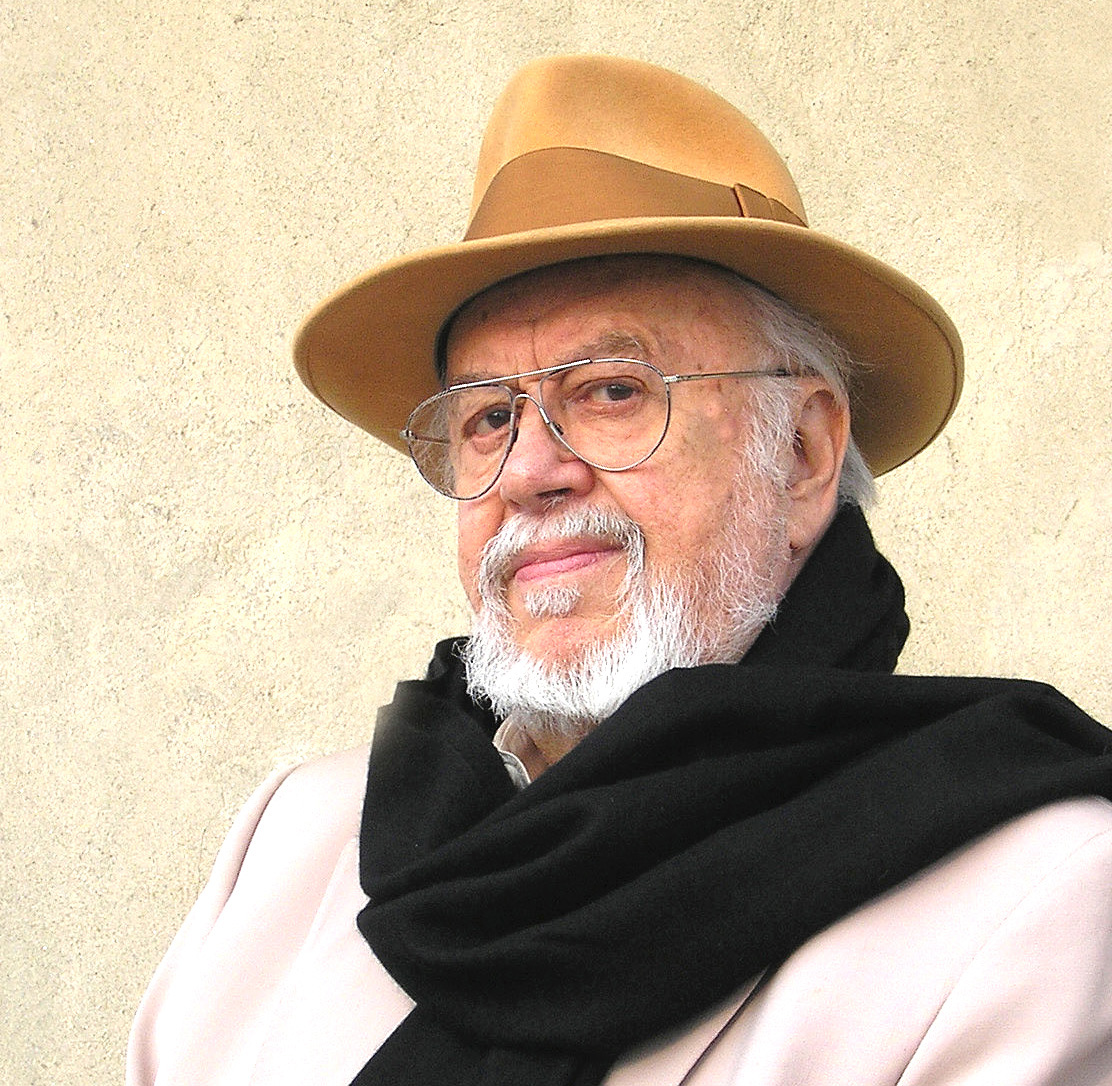
Sergiu Singer

Sergiu Singer (n. 19 august 1928, Ploiești, România – d. 15 februarie 2018, Bremen, Germania) a fost un arhitect, scenograf, scriitor și gastrozof de origine română.
A absolvit Institutul de Arhitectură „Ion Mincu” din București în 1952. După o perioadă de asistență pe lângă scenografi cu renume, ca W. Siegfried și Toni Gheorghiu, face grafică și lucrează ca arhitect la Institutul Proiect București.  În 1956 devine membru al Uniunii Arhitecților și al Fondului Plastic. În 1957 este angajat de Toma Caragiu la Teatrul de Stat din Ploiești și obține, chiar la prima lui scenografie, Premiul Tineretului. În 1962 câștigă prin concurs postul de prim-pictor scenograf la Teatrul Tineretului din Capitală. La ambele teatre lucrează cu regizori importanți, care îi influențează evoluția în domeniul teatral. Tot în 1962 devine membru al Uniunii Artiștilor Plastici și participă la expoziția de scenografie organizată de UNESCO la Paris cu schițe de decor pentru Hamlet și obține o mențiune.
La sfârșitul anului 1963 pleacă în Germania Federală.
După debutul la „Festivalul din mai“ de la Wiesbaden, în 1965, face decoruri și costume pentru scenele mari din Germania occidentală, între care: Berlin, Frankfurt, Hamburg, Göttigen, Hanovra, Oberhausen, Köln, etc.  Din 1969 până în 1984 își extinde activitatea la televiziune și film. Timp de 12 ani a făcut scenografia binecunoscutei serii de divertisment DISCO și, printre altele, în 1970, scenografia pentru singura piesă scrisă de Picasso, „Dorința prinsă de coadă”.  În 1974, pornind de la preocupările lui culinare, deschide un mic restaurant romantic la Bremen, apreciat de ghidul Michelin.      
Începând cu 1986 se reîntoarce definitiv la arhitectură. Folosește experiența câștigată în materie de scenografie și decorație, proiectând și construind discoteci, restaurante, hoteluri și vile. La jumătatea anilor ’90, redescoperă Bucureștiul și face nenumărate fotografii, pentru plăcerea și arhiva lui personală.
Publică, în 2002, volumul „Lavandă și usturoi sau murmurul caselor” (Curtea Veche, București), o carte-obiect „dedicată Bucureștiului dintotdeauna“. În 2006 apare romanul „Pioneze și hârtie albastră” (Humanitas, București), o frescă a anilor din interbelic până la instaurarea dictaturii comuniste. Ambele cărți s-au bucurat de o bună primire a criticii.
Între 2007 și 2009 predă scenografia, ca profesor invitat, la Universitatea de Arhitectură „Ion Mincu”.
A trăit în Germania și la București.

## Scenografie în România
- 1955  Bolnavul închipuit de Molière,   Teatrul Municipal, București
- 1955   1000 de ani de K.Ferencz,   Teatrul  de Stat,  Ploiești
- 1957   Paharul cu apă de Scribe,   Teatrul  de Stat,  Ploiești
- 1957   Wassa Jeleznova de Gorki,   Teatrul  Maghiar, Tg. Mureș
- 1957   Mistere la Estradă,   Teatrul  de Stat,  Ploiești
- 1957   Cu acces la baie,   Teatrul  de Stat,  Ploiești
- 1958   Ultimul tren de Kovacs și Mirea,   Teatrul Maghiar, Tg.Mureș
- 1958   Etajul 6 de A. Gehry, Teatrul  Maghiar, Satu Mare
- 1958   Dacă vei fi întrebat de D. Dorian,   Teatrul de Stat,  Bacău
- 1959   Fiul rătăcitor de Z. Ranet,   Teatrul de Stat,  Ploiești
- 1960   Copacii mor în picioare de Cassona,  Teatrul de Stat, Ploiești
- 1960   Zboară cocorii de Rozov,   Teatrul Maghiar, Satu Mare
- 1960   Domnișoara Nastasia de George Mihail Zamfirescu,  Teatrul de Stat,  Ploiești
- 1960   Casa din str. Coșbuc 10 de F. Vasiliu,   Teatrul de Stat,  Ploiești
- 1960   Escu de Tudor Mușatescu,   Teatrul de Stat,  Ploiești
- 1960   Passaqualia de T.  Popovici,  Teatrul de Stat,  Ploiești
- 1960   Scandal în Okeilanda de Stănescu,  Teatrul de Stat,  Ploiești
- 1961   Siciliana de Baranga,  Teatrul de Stat,  Ploiești
- 1961   Soldatul Piccico de A. Nicolai,   Teatrul de Stat,  Ploiești
- 1961   Lumina din adincuri de Cindrelu,   Teatrul de Stat,  Ploiești
- 1961   Cred în tine de Korastaliov,   Teatrul  Municipal, București
- 1962   De Pretore Vincenzo de E. de Fillipo,   Teatrul  de Stat,  Ploiești
- 1962   Poveste din Irkutsk de Arbuzov,   Teatrul de Stat, Bacău
- 1962   Cei de caută fericirea de Vasiliev,   Teatrul de Stat,  Bârlad
- 1962   Al patrulea de Simonov,   Teatrul  Maghiar, Satu Mare
- 1962   O felie de lună de A. Storin,   Teatrul Tineretului, București
- 1962   Colegii de Axionov,   Teatrul  Tineretului, București
- 1962   Îndrazneala de V. Gheorghe, Teatrul de Stat,  Ploiești
- 1962   Marele fluviu adună apele de Tărchilă,   Teatrul de Stat,  Ploiești
- 1963   Generalul și Nebunul de Wagenstein,   Teatrul de Stat,  Petroșani
- 1963   Chirița în provincie de Alecsandri,  Teatrul Tineretului, București

## Scenografie în Germania

### Scenografie de teatru
- 1965 Mandragola, de Machiavelli, Hessisches Staatstheater Wiesbaden
- 1965 Die Räuber von Kardemome, Musical für Kinder, Städtische Bühnen Frankfurt am Main
- 1966 Die Zimmerwirtin de Audiberti, Schlossparktheater Berlin
- 1966 Der Junge Lord de Henze, Landesoper Hannover
- 1966 Amphytrion de Kleist, Hamburger Kammerspiele
- 1966 Antigone de Sophokles, Deutsches Theater Göttingen
- 1966 Totentanz de Strindberg, Deutsches Theater Göttingen
- 1966 Der Liebestrank de Donizetti, Städtische Bühnen Köln
- 1966 Die spanische Fliege de Arnold și Bach, Hamburger Kammerspiele
- 1967 Wer hat Angst von Virginia Woolf de Edward Albee Deutsches Theater Göttingen
- 1967 Opern der Welt de Audibert, Städtische Bühnen Oberhausen
- 1967 Der Hausmeister de Pinter, Deutsches Theater Göttingen
- 1967 Der Prinz von Homburg de Kleist, Städtische Bühnen Oberhausen
- 1967 Die schöne Helena de Peter Hacks, Städtische Bühnen Oberlhausen
- 1967 Staatsexamen de Wampilow, Städtische Bühnen Oberhausen
- 1967  Fledermaus de Johan Strauss, Städtische Bühnen Oberhausen
- 1968 Halb auf dem Baum de Peter Ustinov, Städtische BÜhnen Oberhausen
- 1968 Beute de Joe Orton, Städtische Bühnen Oberhausen
- 1968 Polenblut de Oscar Nebdal, Städtische Bühnen Oberhausen
- 1980 Bessere zeiten! Bessere zeiten? de G. Fiedler, Kammerspiele Düsseldorf
- 1984 Hammelkomödie de R.Kunad, Opernhaus Kiel
- 1984 Kein Fisch, kein Fleisch de Xavier Kreutz, Schauspielhaus Kiel

### Scenografie pentru televiziune
Zweite Deutsche Ferfnsehen
- 1969 - 1971 Emisiunea muzicală 4-3-2-1 Hot & Sweet cu Ilja Richter
- 1971 - 1982 Seria lunară DISCO cu IIja Richter, cca. 140 emisiuni de divertisment  pentru tineret cu Ilja Richter
- 1969 Frühjahrs-Schau cu Tatjana Ivanow
- 1969 Bunte Noten-Schau cu Tatjana Ivanow
- 1969 Showmuzical cu Helmut Zacharias
- 1970 Showmuzical cu Vico Torriani I
- 1970 Showmuzical cu Vico Torriani II
- 1970 Filmul muzical Vico in London cu Vico Torriani
- 1970 Filmul Dorința prinsă de coadă de Pablo Picasso
- 1971 Emisiunea pentru Revelion Budenzauber
- 1974 Victoria și-al ei husar, operetă de Paul Abraham
- 1973 Madame Pompadour, operetă de Leo Fall
- 1974 Madame Dubarry, operetă de Carl Millöcker
- 1976 Vioara fermecată,  operă de Werner Egk
- 1978 Filmul artistic Geldsorgen

Scenografie de film și personalityshow la alte posturi de televiziune germane
Süd-West-Funk Stuttgart
- 1970 Serialul Waldorfer Geschichte cu Liselotte Pulver

Radio Bremen TV
- 1975 Filmul artistic Filmriss

## Lucrări de arhitectură

### în România
Bloc de locuințe pe bulevardul Iancu de Hunedoara, București

### în Germania
- 1974 Amenajarea unui restaurant, Bremen
- 1979 Institutul funerar Niedersachsen, Bremen
- 1980 Farmacie, Bremen
- 1980 Amenajarea  unei locuințe  peste farmacie, Bremen
- 1980 Vila Wily Meyer, Bremen
- 1982 Restructurarea și amenajarea unei vile de senator, Bremen
- 1986 Discoteca Scala, Bremen
- 1988 Hotelul Schaper Siedenburg, Bremen
- 1990 Modernizarea și amenajarea Vilei Brinkhege, Bremen
- 1990 Vila Detlef Meyer în Neustadt  Rhgb.
- 1990 Clădirea întreprinderii Vogt în Oyten
- 1991 Amenajarea vilei Vogt, Bremen
- 1992 Amenajarea  unui salon de coafură, Bremen
- 1993 Restructurarea întreprinderii Rahder, Bremen
- 1994 Grădină de iarnă pentru Vila Dr. König, Bremen
- 1998 Vila Rolf Rabe în Hatten, Oldenburg
- 2000 Vila T.S. la Bremen
- 2001 Vila G. Rabe,  în Hatten, Oldenburg
- 2005 Amenajarea vilei pictoriței Csilla Kudor, Bremen

## Cărți publicate
- Lavandă și usturoi sau murmurul caselor, Curtea Veche, București, 2002
- Pioneze și hârtie albastră, Humanitas, București, 2006